# Relações entre Trinidade e Tobago e Venezuela
As relações Trinidade e Tobago-Venezuela referem-se às relações bilaterais entre a República de Trinidade e Tobago e a República Bolivariana da Venezuela. Trinidade e Tobago tem uma embaixada em Caracas e a Venezuela tem uma embaixada em Port of Spain.

## História
O presidente Jaime Lusinchi da Venezuela se tornou o primeiro presidente da Venezuela a visitar Trinidade e Tobago em 1986. Durante a visita foi assinado um convênio sobre direitos técnicos, de manufatura e de pesca. Vários membros da Guarda Costeira de Trinidade e Tobago aprenderam a língua espanhola para lidar com situações futuras com os venezuelanos. Apesar da assinatura de acordos de pesca, vários navios de Trinidade e Tobago foram apreendidos pela Venezuela após a visita.
Nos últimos anos, Trinidade e Tobago testemunhou um aumento na imigração da Venezuela, com cerca de 40.000 venezuelanos imigrando para o país em 2018. As relações permaneceram tensas nos últimos anos devido ao grande afluxo de venezuelanos que sobrecarregou os serviços de saúde e públicos na ilha. 16.500 refugiados venezuelanos receberam vistos de trabalho temporários e documentos de identidade com foto por 6 meses a um ano.

## Comércio
O acordo entre a CARICOM e Venezuela sobre comércio e investimento elimina tarifas sobre certas mercadorias entre Trinidade e outras nações caribenhas e a Venezuela. Isso inclui o acesso isento de impostos a produtos específicos e a eliminação de tarifas para certas exportações para a Venezuela.